# Ответная мера
Ответная мера — советский цветной художественный фильм 1974 года о событиях холодной войны, связанных с заключением сделки века «газ-трубы».
Премьера состоялась 24 мая 1975 года.

## Сюжет
В основе сюжета — биографии реальных участников исторических событий холодной войны, связанных с заключением сделки века «газ-трубы» между Советским Союзом и Федеративной Республикой Германии о поставке в СССР труб большого диаметра и другого оборудования для строительства газопровода в Западную Европу с платой за поставленные трубы и оборудование газом с месторождений Западной Сибири.
На переговорах СССР—ФРГ западногерманские компании решили закупать советский газ. Финансовое обеспечение сделки гарантировал Восточный комитет экономики ФРГ, в который вошли руководители Федерального союза германской промышленности и «Дойче банк» (Deutsche Bank), выделивший кредит в 2 000 000 000 марок. Но на ФРГ было оказано давление из Вашингтона с целью добиться отказа от сделки газ-трубы. После отказа ФРГ в поставках труб было принято решение построить на Урале свой трубопрокатный завод и развивать Газотранспортную систему СССР. Герой фильма — зам. министра Сергей Иванович Пересада (Пётр Шелохонов) — сначала вёл переговоры, потом занялся строительством завода, а героиня — его возлюбленная, Нина Васильевна Павлова (Наталья Фатеева), сотрудник Внешторга, вела контакты с немецкими компаниями в Западной Германии и там погибла. Несмотря на все трудности, завод был построен и по трубам пошёл газ.

## В ролях
- Пётр Шелохонов — Сергей Иванович Пересада (прототип — Я. П. Осадчий, директор ПНТЗ (1938—1954), директор ЧТПЗ (1956—1977). Герой Социалистического Труда (1966))
- Наталья Фатеева — Нина Васильевна Павлова
- Хейно Мандри — Бальзен
- Имантс Адерманис — Гофман
- Виталий Безруков — Дима
- Альфред Видениекс — Кост
- Георгий Дрозд — Бородач
- Борис Зайденберг — Гарак
- Алексей Задачин — секретарь ЦК
- Леонид Каневский — Смирнов
- Наталья Рычагова — Маргарита
- Готлиб Ронинсон — Семён Яковлевич Сойкин, бухгалтер
- Олег Мокшанцев — Виноградов, секретарь парткома
- Сергей Яковлев — Фирс, главный инженер

## Места съемок
- Основные съёмки фильма проходили в 1974 году в городе Челябинск на Челябинском трубопрокатном заводе.
- Отдельные сцены с главными героями фильма сняты в Одессе, в Москве и в аэропорту Шереметьево.
- Сцена с гибелью в Западной Германии героини Натальи Фатеевой была снята на натуре в Латвии.
- Сцены международных переговоров с представителями Германии сняты в отелях Интурист и на круизом пароходе в порту Одессы.
- Сцены производственных совещаний сняты на заводе ЧТПЗ и в павильонах Одесской киностудии.

В фильме отражены факты из реальных исторических событий, о которых кинематографистам рассказал Я. П. Осадчий, директор ЧТПЗ. Под его руководством на заводе развернулась огромная стройка — реконструировались старые цеха, строились новые, он стал первым заводом-производителем труб большого диаметра в СССР (в связи с Карибским кризисом против СССР ввели экономические санкции, и, в частности, ФРГ перестала поставлять трубы большого диаметра), и на первой написали мелом «П…ц тебе, Аденауэр!», впоследствии изменив на «Труба тебе, Аденауэр!».